# Mercedes Simone
Mercedes Simone (Villa Elisa, 21 de abril de 1904 - 2 de outubro de 1990) foi uma atriz, cantora, compositora e letrista de tango, milonga e valsa portenha argentina, conhecida por "La Dama del Tango".

## Biografia
Nascida numa pequena cidade da província de Buenos Aires, mudou-se ainda nova com a família para a região de La Plata.
Em 1933 participou do filme argentino "¡Tango!"  que inaugurou o cinema sonoro naquele país, do diretor Luis Moglia Barth, interpretando a canção Cantando, um tango.
Mercedes foi uma das mais importantes cantoras do tango, embora possua poucos discos gravados. Foi casada com o cantor e músico Paul Rodríguez, que conheceu ainda adolescente, quando trabalhou numa gráfica, e com quem iniciou a carreira. Apresentou-se em seguida na capital e, depois da gravação do primeiro disco em 1927, apresentou-se em vários países latinoamericanos, como Brasil, México e Colômbia, com grande sucesso.

## Filmografia
Simone atuou nos seguintes filmes:
- La otra y yo (1949)
- Ambición (1939)
- Sombras porteñas (1936)
- ¡Tango! (1933)